# René Lévesque
René Lévesque (24 d'agost de 1922 - 1 de novembre de 1987) fou un periodista i polític quebequès, Primer Ministre del Quebec de 1976 a 1985. Membre del Partit Liberal del Quebec i diputat al Parlament del Quebec des de 1960, va fundar el 1968 el Partit Quebequès, de caràcter independentista. Com a President del Quebec, va impulsar el 1980 un referèndum a favor de transformar Quebec a un "Estat lliure associat" amb el Canadà, que va ser rebutjat. El 1984 va moderar les seves posicions independentistes i l'octubre de 1985 va renunciar a la presidència del Partit Quebequès, sent reemplaçat per Pierre Marc Johnson. Va morir dos anys més tard producte d'un atac cardíac.